# Friday (Riton and Nightcrawlers-dal)
A Friday vagy más néven Friday (Domanine Re-Edit) egy 2021. január 15-én megjelent dal az angol DJ és producer Riton, valamint a Nightcrawlers nevű skót house zenei formáció közös dala. A dalban Mufasa és Hypeman internetes személyiségek is szerepelnek, valamint a női vokális részt Samantha Harper énekli. A dal a Ministry of Sound égisze alatt jelent meg, és felhasználták benne a Nightcrawlers "Push the Feeling On" (1992) MK remix hangmintáit. A dal Flandriában, és Lengyelországban az első helyezést érte el, de Top 10-es sláger volt  Németországban, Olaszországban, Írországban, Litvániában, Hollandiában, az Egyesült Királyságban és Vallóniában is. Ausztráliában és Kanadában pedig benne volt a legjobb 20-ban.

## Előzmények
2020 elején Mufasa & Hypeman nagy sikert aratott táncos klipjeik és mémvideóik végett a YouTube csatornán, merre az angol DJ Riton és a The Invisible Man producerek felfigyeltek. Így ők voltak az egyetlenek, akiknek engedélyezni kellett a közösségi médiát 2021-ben. Mivel 2020-ban sok embert megmozgattak a videóik láttán, illő volt egy dalt csinálni belőle 2021-ben.

## Videoklip
A "Friday" hivatalos videojában Mufasa felébreszti az operatőrt, majd csatlakozik Hypemanhez, és néhány baráthoz egy hajón, majd egy házban, és végül egy autón közelében, hogy egy sivatagban táncoljan ak. A videóban Mufasa tánca látható, valamint Riton és John Reid a Nightcrawlersből, akik éneklik az eredeti "Push the Feeling On" remixből vett vokált.

## Közreműködtek
- Írta, és szöveg – Gordon Muir Wilson*, Hugh Jude Brankin*, John Robinson Reid, Ross Alexander Campbell*
- Közreműködik – Mufasa & Hypeman
- Master – Mike Marsh
- Mixek – Serge Courtois
- Producer – Riton, Invisible Men*
- Programok, rendezés - [Performance Arranger] – Dipesh Parmar
- Remix – Dopamine (13)
- Ének – John Reid*, Mufasa & Hypeman, Samantha Harper

## Slágerlista
| Slágerlista (2021)                            | Legjobb helyezés |
| --------------------------------------------- | ---------------- |
| Ausztrália (ARIA)                             | 12               |
| Ausztria (Ö3 Austria Top 40)                  | 5                |
| Belgium (Ultratop 50 Flanders)                | 1                |
| Belgium (Ultratop 50 Wallonia)                | 2                |
| Bulgaria (PROPHON)                            | 2                |
| Kanada (Canadian Hot 100)                     | 16               |
| Croatia (HRT)                                 | 1                |
| Csehország (Rádio Top 100)                    | 37               |
| Csehország (Singles Digitál Top 100)          | 1                |
| Denmark (Tracklisten)                         | 13               |
| Finland (Suomen virallinen lista)             | 6                |
| France (SNEP)                                 | 21               |
| Németország (Media Control Charts)            | 3                |
| Global 200 (Billboard)                        | 18               |
| Greece (IFPI)                                 | 8                |
| Magyarország (Dance Top 40)                   | 13               |
| Magyarország (Rádiós Top 40)                  | 2                |
| Magyarország (Single Top 40)                  | 4                |
| Magyarország (Stream Top 40)                  | 3                |
| Iceland (Plötutíðindi)                        | 10               |
| Írország (IRMA)                               | 3                |
| Italy (FIMI)                                  | 8                |
| Lithuania (AGATA)                             | 6                |
| Hollandia (Top 40)                            | 3                |
| Hollandia (Single Top 100)                    | 3                |
| New Zealand (Recorded Music NZ)               | 29               |
| Norway (VG-lista)                             | 13               |
| Lengyelország (Polish Airplay Top 20)         | 1                |
| Portugália (AFP Top 100 Singles)              | 7                |
| Romania (Airplay 100)                         | 2                |
| Szlovákia (Rádio Top 100)                     | 2                |
| Slovakia (Singles Digitál Top 100)            | 2                |
| South Africa (RISA)                           | 64               |
| Spain (PROMUSICAE)                            | 25               |
| Sweden (Sverigetopplistan)                    | 23               |
| Svájc (Schweizer Hitparade)                   | 2                |
| Egyesült Királyság (UK Singles Chart)         | 4                |
| Egyesült Királyság (UK Dance Chart)           | 2                |
| US Bubbling Under Hot 100 Singles (Billboard) | 16               |
| US Hot Dance/Electronic Songs (Billboard)     | 5                |
| US Mainstream Top 40 (Billboard)              | 25               |

| Slágerlista (2021)                        | Helyezés |
| ----------------------------------------- | -------- |
| Australia (ARIA)                          | 19       |
| Austria (Ö3 Austria Top 40)               | 7        |
| Belgium (Ultratop Flanders)               | 2        |
| Belgium (Ultratop Wallonia)               | 10       |
| Canada (Canadian Hot 100)                 | 45       |
| Denmark (Tracklisten)                     | 21       |
| Germany (Official German Charts)          | 4        |
| Global 200 (Billboard)                    | 49       |
| Hungary (Dance Top 40)                    | 36       |
| Hungary (Rádiós Top 40)                   | 9        |
| Hungary (Single Top 40)                   | 20       |
| Hungary (Stream Top 40)                   | 7        |
| Ireland (IRMA)                            | 13       |
| Italy (FIMI)                              | 21       |
| Netherlands (Dutch Top 40)                | 12       |
| Netherlands (Single Top 100)              | 4        |
| Poland (ZPAV)                             | 1        |
| Spain (PROMUSICAE)                        | 58       |
| Sweden (Sverigetopplistan)                | 50       |
| Switzerland (Schweizer Hitparade)         | 6        |
| UK Singles (OCC)                          | 13       |
| US Hot Dance/Electronic Songs (Billboard) | 12       |

## Díjak és eladások
| Régió | Minősítés  | Eladott példányszám |
| --- | ---------- | ------------------- |
| Ausztrália (ARIA) | 3× platina | 210 000‡            |
| Ausztria (IFPI Austria)                                                                                                 | platina    | 30 000‡             |
| Belgium (BEA) | arany      | 20 000‡             |
| Dánia (IFPI Denmark) | platina    | 90 000‡             |
| Franciaország (SNEP) | platina    | 200 000‡            |
| Olaszország (FIMI) | 3× platina | 210 000‡            |
| Új-Zéland (RMNZ) | arany      | 15 000‡             |
| Lengyelország (ZPAV) | 2× platina | 40 000‡             |
| Portugália (AFP) | 2× platina | 20 000‡             |
| Spanyolország (PROMUSICAE)                                                                                              | 2× platina | 80 000‡             |
| Svájc(IFPI Switzerland)                                                                                                 | 2× platina | 40 000‡             |
| Egyesült Királyság (BPI)                                                                                                | platina    | 600 000‡            |
| Egyesült Államok (RIAA)                                                                                                 | arany      | 500 000‡            |
| Streaming |            |                     |
| Görögország (IFPI Greece)                                                                                               | platina    | 6 000*              |
| ‡ Eladási+streaming példányszámok kizárólag a minősítés alapján. † Csak streaming számok kizárólag a minősítés alapján. |            |                     |

## Külső hivatkozások
- Hallgasd meg az eredeti dalt [81]
- A "Friday" dalszövege [82]